# Ram-Zet
Ram-Zet — группа, играющая авангардный метал. Сформирована в Норвегии в 1998 году. Все начиналось c того, что вокалист и гитарист Zet создал свой индивидуальный проект, который позже развился в полноценную группу с прибытием в неё барабанщика Küth, и басиста Solem, который руководил выпуском дебютного альбома Ram-Zet под названием Pure Therapy в сентябре 2000.

## Классификация жанра
Музыка Ram-Zet очень разнообразна: от блэк до трэш-метала. Они используют индастриал-звуки, прогрессивный стиль и народные инструменты, формирующие стиль, который некоторые, включая лидера группы, называют «шизо-метал». Их музыка содержит много редких, нетрадиционных, гармоний и необычных скрипичных партий. Они могут быть расценены как авангард-метал-группа из-за широкого диапазона жанров, использующихся группой. Лирика группы связана с темой шизофрении. Формируя историю, которая охватывает все три альбома, они охарактеризовывают два главных персонажа: пациента-шизофреника в сомнительной психиатрической больнице (спето Zet’ом) и медсестру, которая пытается помочь ему.

## Четвертый альбом
17 марта 2007 на официальном форуме Ram-Zet Sfinx заявил, что Ram-Zet работает над новым альбомом и скоро объявит о его выпуске. Позже в марте же эти сведения были подтверждены в разделе новостей на сайте Ram-Zet. В новости сообщалось о том, что группа уже отрепетировала шесть новых песен и работает над остальными. По слухам, было известно, что альбом выйдет ближе к концу 2007, но был отложен, когда Zet отправился в турне вместе c Ride the Sky в качестве клавишника/гитариста.

## Пятый альбом
16 декабря 2010 года появилась информация о том, что группа приступила к записи нового альбома.

## Дискография
- Pure Therapy CD (2000, Spikefarm/Century Media Records)
- Escape CD (2002, Spikefarm)
- Intra CD (2005, Tabu Records)
- Neutralized (2009, Ascendance Records)
- Freaks in Wonderland (2012, SpaceValley)

## Состав группы

### Текущий состав
- Miriam Elisabeth "Sfinx" Renvåg — вокал,
- Henning "Zet" Ramseth — гитары (часто дисторшн), гроулинг и чистый вокал
- Küth — ударные
- Lanius — бас-гитара
- Ka — клавишные

### Бывшие участники
- Solem — бас (в Pure Therapy and Escape)
- Jon Daniel — бас (в Intra)
- Ingvild "Sareeta" Johannesen — скрипка, бэк-вокал (Ásmegin, Solefald) (Ушла после альбома Neutralized, так как Zet решил больше не включать в свою музыку скрипичные партии)
- Magnus — клавишные (2001-2008)

## Участие в других группах
- Küth в настоящее время — барабанщик хэви-метал-группы Hellboys и временный барабанщик блэк-метал/индастриал-метал-группы Kovenant.
- Sareeta была также скрипачкой в фолк-метал-группе Ásmegin.
- Sareeta играла на скрипке для блэк прогрессив-металл группы In Lingua Mortua и для авангард-металл группы Solefald в альбомах Red for Fire и Black for Death.
- Sfinx спела несколько вокал-партий для первого альбома Fallen, финской группы For My Pain...